# Saurornitholestes
Saurornitholestes (il cui nome significa "lucertola ladra di uccelli") è un genere di piccolo dinosauro carnivoro, vissuto nel tardo Cretaceo in Alberta, Montana e Nuovo Messico.
Il genere comprende due specie: S. langstoni ritrovato nel 1978 e il più recente S. sullivani ritrovato nel 2015. Il Saurornitholestes faceva parte della famiglia dei dromeosauridae, piccoli carnivori dotati di un artiglio a falce su ogni piede.

## Scoperta e descrizione

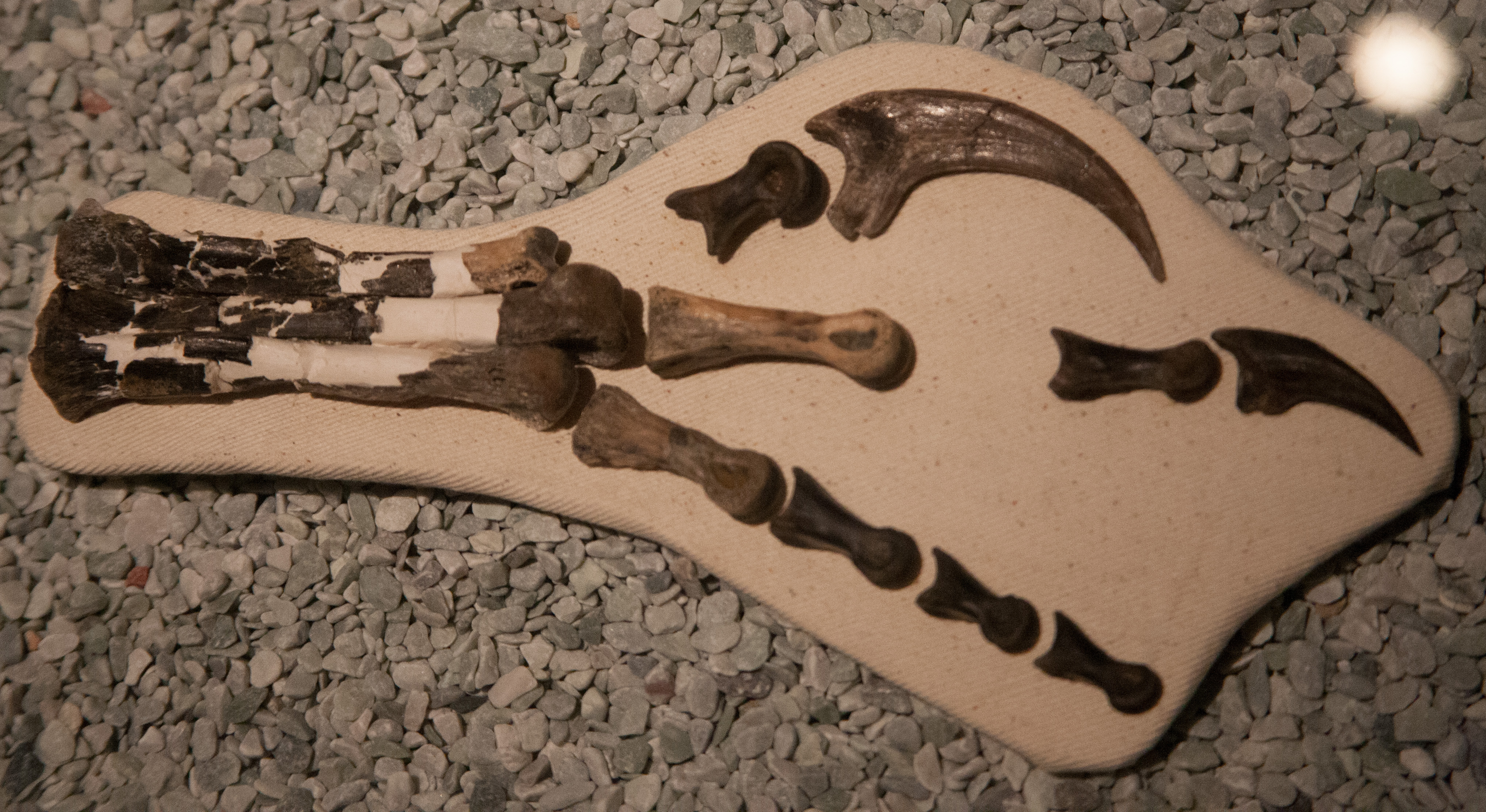
Ossa della mano di S. langstoni

Nel 1974, la paleontologa amatoriale Irene Vanderloh, scoprì i resti scheletrici parziali di un piccolo dinosauro carnivoro, nei pressi di Steveville, in Alberta. Irene mostrò i resti al paleontologo John Storer, curatore del Museo Provinciale di Alberta, che incaricò il paleontologo Hans-Dieter Sues di analizzare il fossile. Nel 1978, Sues pubblicò la descrizione di un nuovo genere di dinosauro carnivoro chiamato Saurornitholestes langstoni. Il nome generico fa riferimento alla famiglia dei Saurornithoididae (oggi accostata a Troodontidae), per la somiglianza del fossile con questo gruppo unito al nome greco "lestes" che significa "ladro". Il nome specifico, invece, fa riferimento a Wann Langston Jr.
L'olotipo (RTMP 74.10.5), fu scoperto all'interno di uno strato della "Dinosaur Park Formation", formazione nota per aver restituito numerosi fossili risalenti alla fine del Campaniano. L'olotipo è composto da uno scheletro molto frammentario costituito da frammenti di cranio, denti, due vertebre, alcune costole, alcune ossa della coda e della mano. Nel corso degli anni sono stati scoperti nuovi resti classificati come paratipi: CMN 12343, 12354 CMN, e UA 5283, tutti composti da resti frammentari.
Nel corso degli anni sono stati ritrovati molti fossili di cui due scheletri più completi e alcuni più grandi ma parziali (RTMP 88.121.39 e MOR 660), oltre che decine di ossa e denti isolati, tutti ritrovati nei calcari del "Dinosaur Provincial Park", in Alberta; la maggior parte di questi resti sono oggi alloggiati presso il Royal Tyrrell Museum of Paleontology, a Drumheller, in Alberta, in attesa di essere descritti e classificati. La maggior parte dei resti provenienti dall'Alberta e dal Montana sono solitamente attribuiti alla specie S. langstoni, anche se provengono da una varietà di formazioni rocciose che indicano un ampio arco di tempo; per esempio, la formazione Oldman (datata a circa 77 milioni di anni fa) e la Formazione Two Medicine (circa 72 milioni di anni fa). Denti simili sono stati ritrovati anche in formazioni più recenti, datate intorno ai 70-69 milioni di anni fa, anche se non è noto se si tratti della specie tipo S. langstoni o una specie correlata o affine diverso. Grazie alla diversificazione dei numerosi, seppur frammentari, resti di Saurornitholestes oggi i paleontologi hanno ricostruito l'intero arco vitale dell'animale, pubblicandone le ricerche nella letteratura scientifica.
La specie S. sullvani è stata scoperta nei pressi della Formazione Hunter Lavare, nel Nuovo Messico, sulla base di un osso frontale, SMP VP-1270. La differenza principale tra le due specie sono alcune caratteristiche dell'osso frontale assenti nella specie S. langstoni.

### Specie riassegnate
Nel 2006, il paleontologo Robert Sullivan descrisse una seconda specie che chiamò S. robustus, sulla base dell'olotipo SMP VP-1955, composto da un osso frontale sinistro. Il nome specifico si riferisce allo spessore osseo dell'olotipo, che risulta più spesso di quello presente nella specie S. langstoni. Questa specie fu scoperta nei pressi della Formazione Willow Wash, nel Nuovo Messico e datata a circa 73 milioni di anni fa. Tuttavia, una successiva analisi filogenetica sui dromaeosauridi affermò che la specie S. robustus mancava di alcune caratteristiche fondamentali presenti nei dromaeosauridi e tale specie doveva essere classificato come teropode di classificazione incerta. Nel 2004, uno studi più approfondito assegnò il fossile ad un nuovo genere di troodontide.
Alcuni possibili fossili ancora non descritti sono stati ritrovati nella famosa Formazione Hell Creek Formation, in Montana, Dakota del Nord e Dakota del Sud, datata a circa 66 milioni di anni fa.

## Descrizione

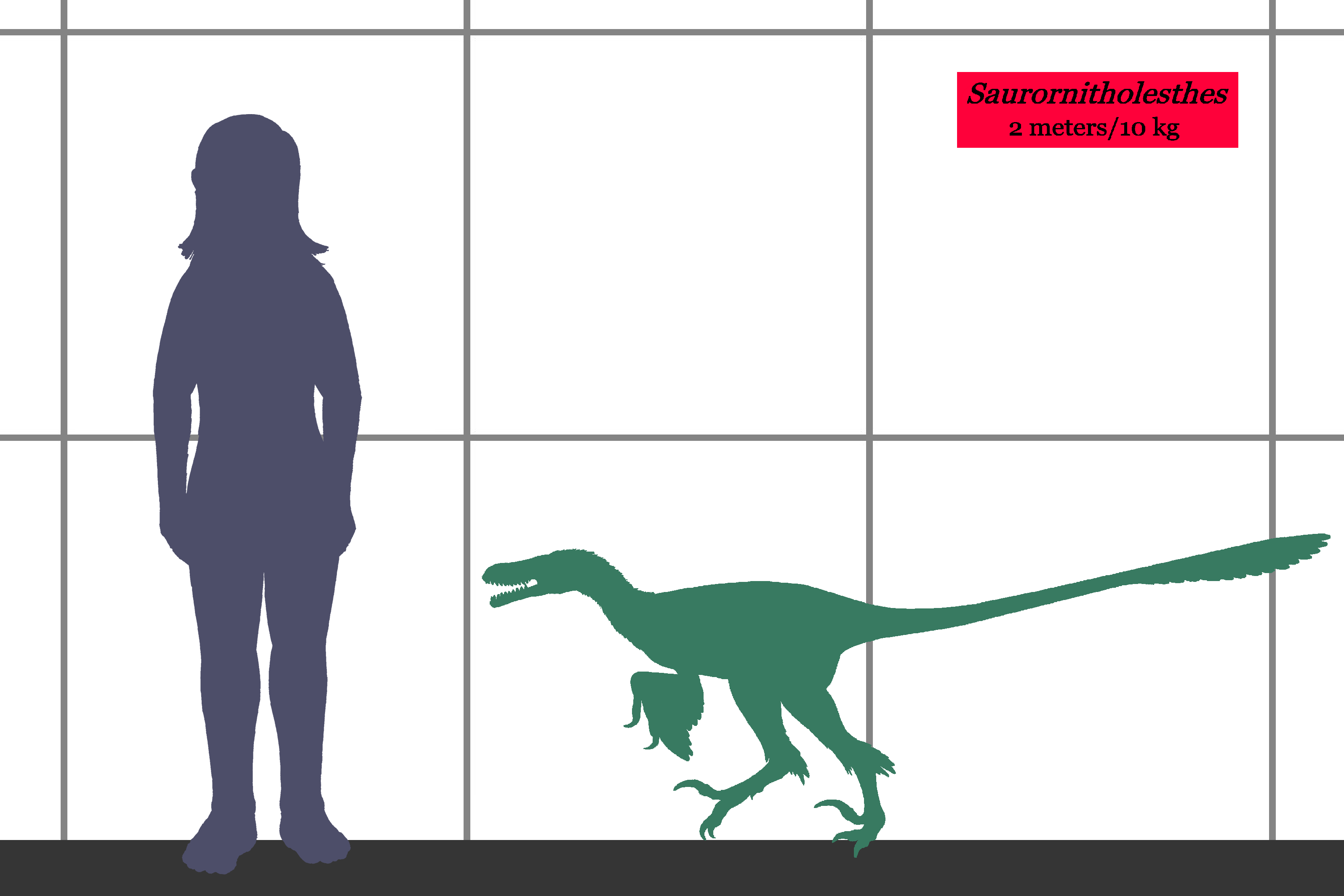
Dimensioni di S. langstoni in confronto ad un uomo

Il Saurornitholestes era un dinosauro relativamente piccolo lungo circa 1,80 metri (6 piedi) ed un peso di circa 10 kg (30 libbre). A livello delle anche, l'animale era alto circa 0,60 metri (2 piedi), più o meno l'altezza di un terrier.
Come tutti i componenti della famiglia dei dromaeosauridae, il Saurornitholestes possedeva un lungo artiglio ricurvo sul secondo dito di ciascun piede. L'anatomia del Saurornitholestes era leggermente diversa da quella del resto degli altri dromeosauri; questo animale, infatti, presenta una corporatura più snella e zampe più lunghe, molto simile ad altri dromaeosauri come il Velociraptor e il Dromaeosaurus. Altra caratteristica che lo avvicinava al più ben noto Velociraptor sono i denti, che si presentano molto curvi e aguzzi soprattutto nella parte anteriore delle mascelle. Nonostante sia spesso accostato al genere Velociraptor, i rapporti tassonomici tra i due animali sono poco conosciuti. È inoltre probabile che come tutti i dromaeosauridi anche il Saurornitholestes possedesse uno strato di piume o protopiume, come i moderni uccelli.

## Classificazione
Nel 1978, il paleontologo Sues assegnò il genere Saurornitholestes alla famiglia dei dromaeosauridae. Studi più approfonditi rivelarono particolari somiglianze con la sottofamiglia dei velociraptorinae, ma un ulteriore studio nel 2009 condotto dal paleontologo Philip J. Currie, suggerì un'ulteriore divisione creando così la sottofamiglia dei Saurornitholestinae.
Il seguente cladogramma segue le ricerche di Longrich e Currie, 2009.

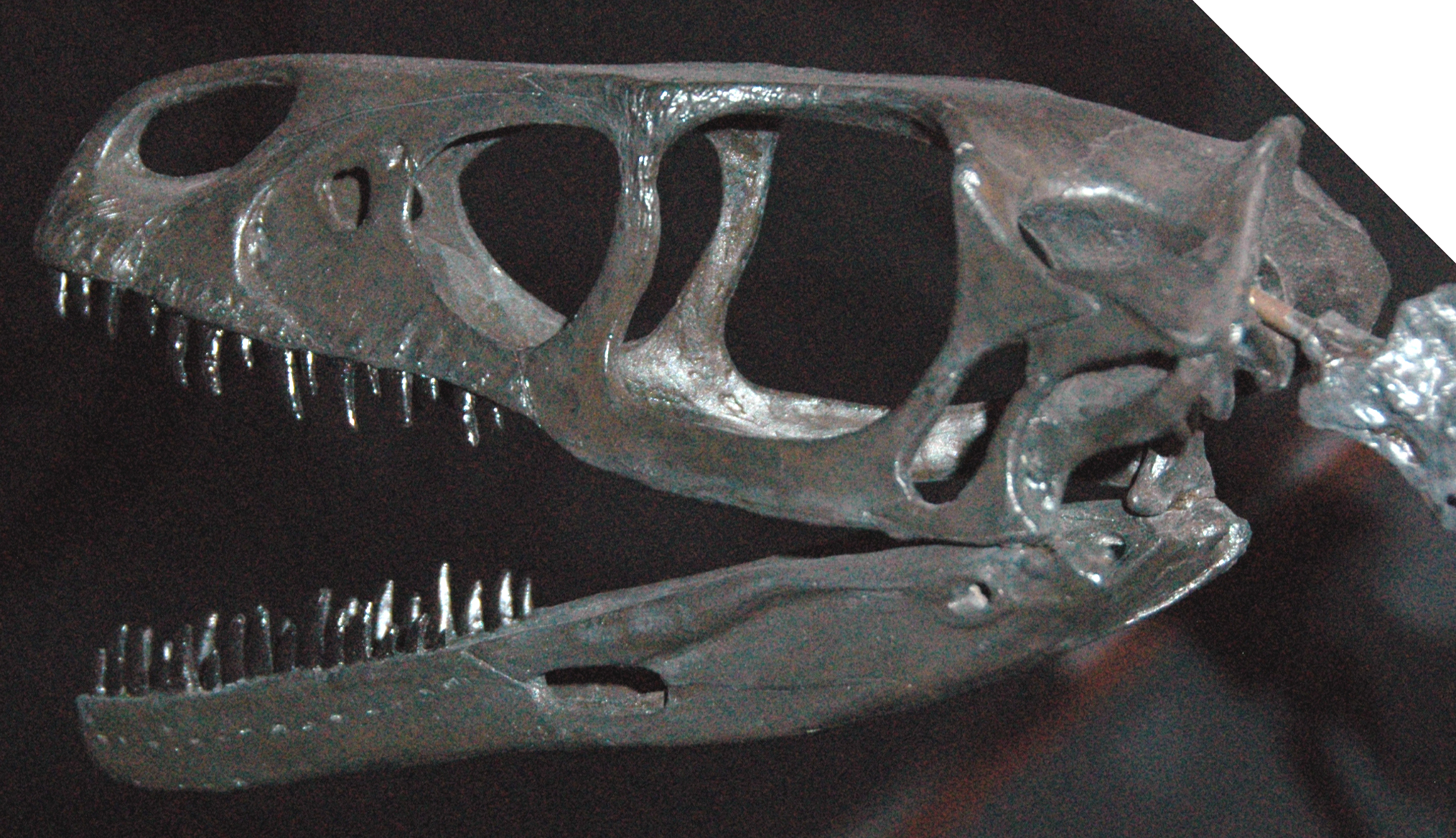
Cranio di S. langstoni

|  | Saurornitholestes |
|  |                   |
|  | Atrociraptor      |
|  |                   |
|  | Bambiraptor       |
|  |                   |

|  | Velociraptor |
|  |              |
|  | Itemirus     |
|  |              |

|  | Adasaurus |
|  |           |
|  | Tsaagan   |
|  |           |

|  | Velociraptor |
|  |              |
|  | Itemirus     |
|  |              |

|  | Adasaurus |
|  |           |
|  | Tsaagan   |
|  |           |

|  | Dromaeosaurus |
|  |               |
|  | Utahraptor    |
|  |               |
|  | Achillobator  |
|  |               |

|  | Velociraptor |
|  |              |
|  | Itemirus     |
|  |              |

|  | Adasaurus |
|  |           |
|  | Tsaagan   |
|  |           |

|  | Velociraptor |
|  |              |
|  | Itemirus     |
|  |              |

|  | Adasaurus |
|  |           |
|  | Tsaagan   |
|  |           |

|  | Dromaeosaurus |
|  |               |
|  | Utahraptor    |
|  |               |
|  | Achillobator  |
|  |               |

|  | Velociraptor |
|  |              |
|  | Itemirus     |
|  |              |

|  | Adasaurus |
|  |           |
|  | Tsaagan   |
|  |           |

|  | Velociraptor |
|  |              |
|  | Itemirus     |
|  |              |

|  | Adasaurus |
|  |           |
|  | Tsaagan   |
|  |           |

|  | Dromaeosaurus |
|  |               |
|  | Utahraptor    |
|  |               |
|  | Achillobator  |
|  |               |

|  | Velociraptor |
|  |              |
|  | Itemirus     |
|  |              |

|  | Adasaurus |
|  |           |
|  | Tsaagan   |
|  |           |

|  | Velociraptor |
|  |              |
|  | Itemirus     |
|  |              |

|  | Adasaurus |
|  |           |
|  | Tsaagan   |
|  |           |

|  | Dromaeosaurus |
|  |               |
|  | Utahraptor    |
|  |               |
|  | Achillobator  |
|  |               |

|  | Saurornitholestes |
|  |                   |
|  | Atrociraptor      |
|  |                   |
|  | Bambiraptor       |
|  |                   |

|  | Velociraptor |
|  |              |
|  | Itemirus     |
|  |              |

|  | Adasaurus |
|  |           |
|  | Tsaagan   |
|  |           |

|  | Velociraptor |
|  |              |
|  | Itemirus     |
|  |              |

|  | Adasaurus |
|  |           |
|  | Tsaagan   |
|  |           |

|  | Dromaeosaurus |
|  |               |
|  | Utahraptor    |
|  |               |
|  | Achillobator  |
|  |               |

|  | Velociraptor |
|  |              |
|  | Itemirus     |
|  |              |

|  | Adasaurus |
|  |           |
|  | Tsaagan   |
|  |           |

|  | Velociraptor |
|  |              |
|  | Itemirus     |
|  |              |

|  | Adasaurus |
|  |           |
|  | Tsaagan   |
|  |           |

|  | Dromaeosaurus |
|  |               |
|  | Utahraptor    |
|  |               |
|  | Achillobator  |
|  |               |

|  | Velociraptor |
|  |              |
|  | Itemirus     |
|  |              |

|  | Adasaurus |
|  |           |
|  | Tsaagan   |
|  |           |

|  | Velociraptor |
|  |              |
|  | Itemirus     |
|  |              |

|  | Adasaurus |
|  |           |
|  | Tsaagan   |
|  |           |

|  | Dromaeosaurus |
|  |               |
|  | Utahraptor    |
|  |               |
|  | Achillobator  |
|  |               |

|  | Velociraptor |
|  |              |
|  | Itemirus     |
|  |              |

|  | Adasaurus |
|  |           |
|  | Tsaagan   |
|  |           |

|  | Velociraptor |
|  |              |
|  | Itemirus     |
|  |              |

|  | Adasaurus |
|  |           |
|  | Tsaagan   |
|  |           |

|  | Dromaeosaurus |
|  |               |
|  | Utahraptor    |
|  |               |
|  | Achillobator  |
|  |               |

## Paleobiologia

### Habitat
All'epoca del Saurornitholestes l'Alberta, aveva un habitat molto simile a quello delle attuali pianure del Middle West, costituite in prevalenza da pianure alluvionali.
Dai numerosi reperti fossili si evince che il Saurornitholestes era uno dei carnivori di piccola taglia più diffusi nel suo ambiente, tanto che ritrovamenti delle sue ossa sono molto più comuni di quelle del suo contemporaneo Dromaeosaurus. Si sa molto poco sulle abitudini alimentari di questo piccolo carnivoro ma si presume cacciasse piccole prede come piccoli mammiferi e lucertole, non è inoltre da escludere che potesse attaccare anche animali più grandi di lui. Un ritrovamento eccezionale ha rivelato un dente di Saurornitholestes nelle ossa di un'ala di un grosso pterosauro, probabilmente un giovane Quetzalcoatlus. Visto che uno pterosauro della mole di un azhdarchidae è troppo grosso per essere predato da uno di questi animali i paleontologi come Currie e Jacobsen pensano che si tratti di semplice necrofagia.
Secondo una reinterpretazione da parte del paleontologo Jasinski, autore della scoperta della specie S. sullivani, questa specie sarebbe stata capace di attaccare ed uccidere (in branco) anche animali di grossa taglia come giovani hadrosauri. Tale ipotesi è stata avanzata osservata notando uno sviluppatissimo sistema olfattivo.

### Segni di morsi di tirannosauride
Nel 2001, il paleontologo Aase Roland Jacobsen pubblicò una descrizione di una mandibola di Saurornitholestes. La mandibola misura circa 12 centimetri di lunghezza e conserva ben quindici segni lasciati da dei denti. Inoltre sul lato interno "linguale" del dentario erano presenti altri tre segni di denti. Due dei tre segni sono serie di scanalature fatte dalla dentellatura dei denti del creatore. Le scanalature lasciate sono lunghe tra i 0,37 millimetri e hanno uno spessore cuboidale di circa 0.40 millimetri.
La forma delle dentellature conservate sono troppo diverse da quelle dei Saurornitholestes, pertanto si esclude che i segni siano stati lasciati da un altro Saurornitholestes in una lotta intraspecifica. Anche se la forma sia corretta per un Dromaeosaurus per via della dentellatura dei denti, i segni conservati sono troppo grossi per essere stati inferti da un animale del genere. Anche se una specifica identificazione non può essere fatta, il più probabile colpevole sarebbe un giovane individuo tirannosauride come Gorgosaurus o Daspletosaurus.

### Fratture da stress
Nel 2001, Bruce Rothschild e colleghi hanno pubblicato uno studio in cui esaminavano le prove per fratture da stress e avulsioni dei tendine nei dinosauri teropodi e le loro implicazioni nel loro comportamento. Essi hanno scoperto che solo due delle 82 ossa dei piedi di Saurornitholestes presentano fratture da stress. Due delle nove ossa della mano esaminate nello studio hanno dimostrato fratture da stress.